# Eva Lisa Ljung
Eva Lisa Larsdotter Ljung (Malmö, 13 luglio 1970) è una modella venezuelana, cresciuta a Barquisimeto è stata eletta Miss Venezuela nel 1989, ed è stata la rappresentante ufficiale del Venezuela a Miss Universo 1989 tenutosi a Cancún il 23 maggio 1989, dove si è classificata fra le prime dieci finaliste..